# Gaspar Teixeira de Magalhães e Lacerda
Gaspar Teixeira de Magalhães e Lacerda (Vila Real, 21 de Agosto de 1763 — Fevereiro de 1838), 1.º visconde de Peso da Régua, mais conhecido por general Gaspar Teixeira, foi um militar e político conservador português que se distinguiu como comandante das tropas miguelistas, fiéis a D. Miguel I de Portugal, e que mantiveram o Cerco do Porto.

## Biografia
Nascido no seio da alta aristocracia transmontana, seguiu a carreira das armas, assentando praça no Regimento de Cavalaria n.º 12. Foi quase de imediato promovido a capitão, em 1 de Março de 1797, por ter apresentado uma companhia de cavalos à sua custa. Foi promovido a major do mesmo Regimento a 12 de Outubro de 1803.
Quando, por ordem de Napoleão Bonaparte, as autoridades militares francesas, encabeçadas pelo general Jean-Andoche Junot, dissolveram o Exército Português após a invasão francesa de 1807, Gaspar Teixeira optou por se retirar para a sua casa de Guimarães, deixando o serviço militar. Contudo, quando em Julho de 1808 a sublevação popular contra os invasores franceses tomou vulto, foi escolhido para o comando do corpo de voluntários de Infantaria que se formou a 20 de Julho em Guimarães, ao qual se deveria reunir um contingente de soldados a cavalo, pedido ao general da Província de Trás-os-Montes.
Por proposta do general William Carr Beresford foi de seguida nomeado comandante do Regimento de Cavalaria n.º 5, cargo que assumiu a 3 de Julho de 1809. Mantendo-se naquele Regimento, foi promovido a coronel a 15 de Novembro desse mesmo ano de 1809 e a brigadeiro a 5 de Fevereiro de 1812.
No decurso da Guerra Peninsular assumiu papel de grande relevo na condução das operações das forças portuguesa. Foi promovido a marechal-de-campo a 12 de Outubro de 1815, sendo-lhe confiado o comando das 5.ª e 6.ª Brigadas de Cavalaria do Exército Português.
Terminada a Guerra, permaneceu no Exército e quando se desencadeou a Revolução Liberal do Porto, em Agosto de 1820, aderiu ao movimento, conseguindo mobilizar a favor dos revoltosos as tropas estacionadas em Chaves, então sob o comando de seu cunhado Francisco da Silveira Pinto da Fonseca Teixeira, 1.º conde de Amarante, que resolvera não aderir e se preparava para resistir. Em consequência, foi designado pela Junta Governativa do Porto para o cargo de Governador de Armas do Minho. Ao comando das forças nortenhas, tomou Viseu e Coimbra, assumindo então o comando de todas as forças afectas a facção liberal. Com o triunfo liberal, passou a ser um dos mais respeitados militares portugueses, assumindo uma crescente participação na vida política.

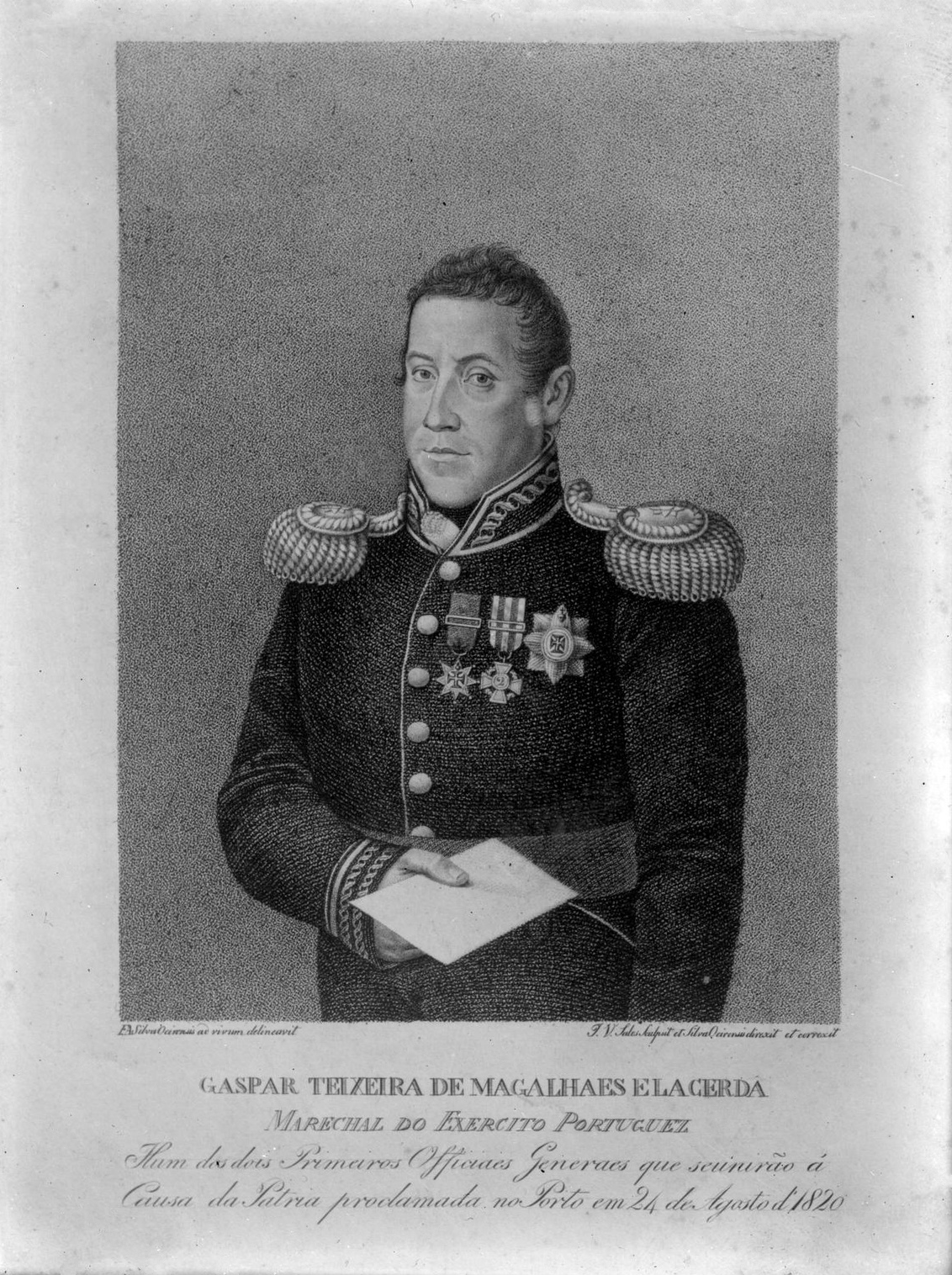
Gravura de Gaspar Teixeira de Magalhães e Lacerda, "Hum dos dois Primeiros Officiaes Generaes que se unirão á Causa da Patria proclamada no Porto em 24 de Agosto d'1820"

Apesar da sua influência e currículo aparentemente liberal, entra lentamente em ruptura com o poder político do vintismo, sendo logo em 1820 um dos participantes da Martinhada, o que lhe valeu um curto desterro. Já em fase de afastamento em relação ao poder político dominante, a 10 de Fevereiro de 1822 foi transferido para o Governo de Armas de Trás-os-Montes. Nessas funções, aderiu à sublevação liderada pelo Marquês de Chaves, cuja derrota o força a um exílio forçado em Espanha. O exílio foi curto pois a reviravolta operada pela Abrilada permitiu o regresso a Portugal e a reintegração no posto de brigadeiro.
Apesar da sua adesão ao absolutismo, o rei D. Miguel I de Portugal não lhe perdoou a sua anterior adesão à Revolução do Porto, pelo que foi encarcerado na Torre de São Julião da Barra. Apesar de preso, manteve a sua adesão aos princípios da monarquia absoluta. 
Libertado, a 4 de Janeiro de 1827 passou à situação de reforma, no posto de tenente-general. Contudo, com o agudizar da crise que conduziu à Guerra Civil Portuguesa, em 22 de Junho de 1828, por ordem do próprio D. Miguel I, voltou ao serviço activo, sendo nomeado novamente para o cargo de Governador de Armas de Trás-os-Montes. Esta reviravolta poderá ter resultado da necessidade de comandantes experientes face à eminência da guerra e à influência do Marquês de Chaves, que terá intercedido pelo seu amigo e companheiro de exílio.
Por causas não cabalmente esclarecidas, a 22 de Junho de 1830 foi exonerado do Governo das Armas de Trás-os-Montes e nomeado Conselheiro de Guerra, um cargo honorífico e de pouca influência na condução das operações. Contudo, seguramente em resultado da necessidade de comandantes, nova reviravolta ocorre quando a 4 de Agosto de 1832, depois de D. Miguel I ter dividido Portugal em cinco regiões militares, foi nomeado Comandante da Região Militar do Norte (a 1.ª Região Militar). Nessas funções teve um papel relevante na resistência absolutista ao desembarque liberal do Mindelo e à ocupação da cidade do Porto. Exerceu essas funções até 26 de Outubro de 1833, participando nessas funções em algumas das mais decisivas acções da Guerra Civil.
Naquela última data foi nomeado pelo rei D. Miguel I para o Governo de Armas da Corte e Província da Estremadura, cargo que exercia quando se rendeu às forças liberais comandadas pelo conde de Vila Flor. Esta rendição ocorreu quando comandava tropas em número muito superior às liberais, mas ainda assim preferiu abandonar Lisboa na madrugada de 24 de Junho de 1833, entregando-se poucos dias depois aos comandos liberais, o que foi determinante para o desfecho da guerra e lhe valeu a acusação de traição por parte dos absolutistas.
Gaspar Teixeira faleceu em Fevereiro de 1838, abandonado dos seus amigos e correligionários, que nunca aceitaram a sua decisão de rendição. O estigma foi tal que o seu filho Rodrigo de Sousa Teixeira da Silva Alcoforado, apesar de ter sido um oficial miguelista que aderiu à monarquia liberal após a guerra, nunca se encartou no título de seu pai, preferindo usar os títulos de 2.° barão, 1.° visconde e 1.° conde de Vila Pouca, o primeiro dos quais herdado do seu avô materno.
Gaspar Teixeira casou a 3 de Agosto de 1795 com Maria Antónia de Sousa da Silva Alcoforado e Lencastre, filha herdeira do 1.º barão de Vila Pouca, de quem teve vários filhos. O título de visconde de Peso da Régua foi-lhe concedido em duas vidas por D. João VI de Portugal, por decreto datado de 4 de Julho de 1823. O seu sucessor, com o mesmo nome, foi 2.° conde de Vila Pouca, seu filho segundo, sucessor nos seus bens por ter o primogénito falecido solteiro e sem descendência.